# Corine Rottschäfer

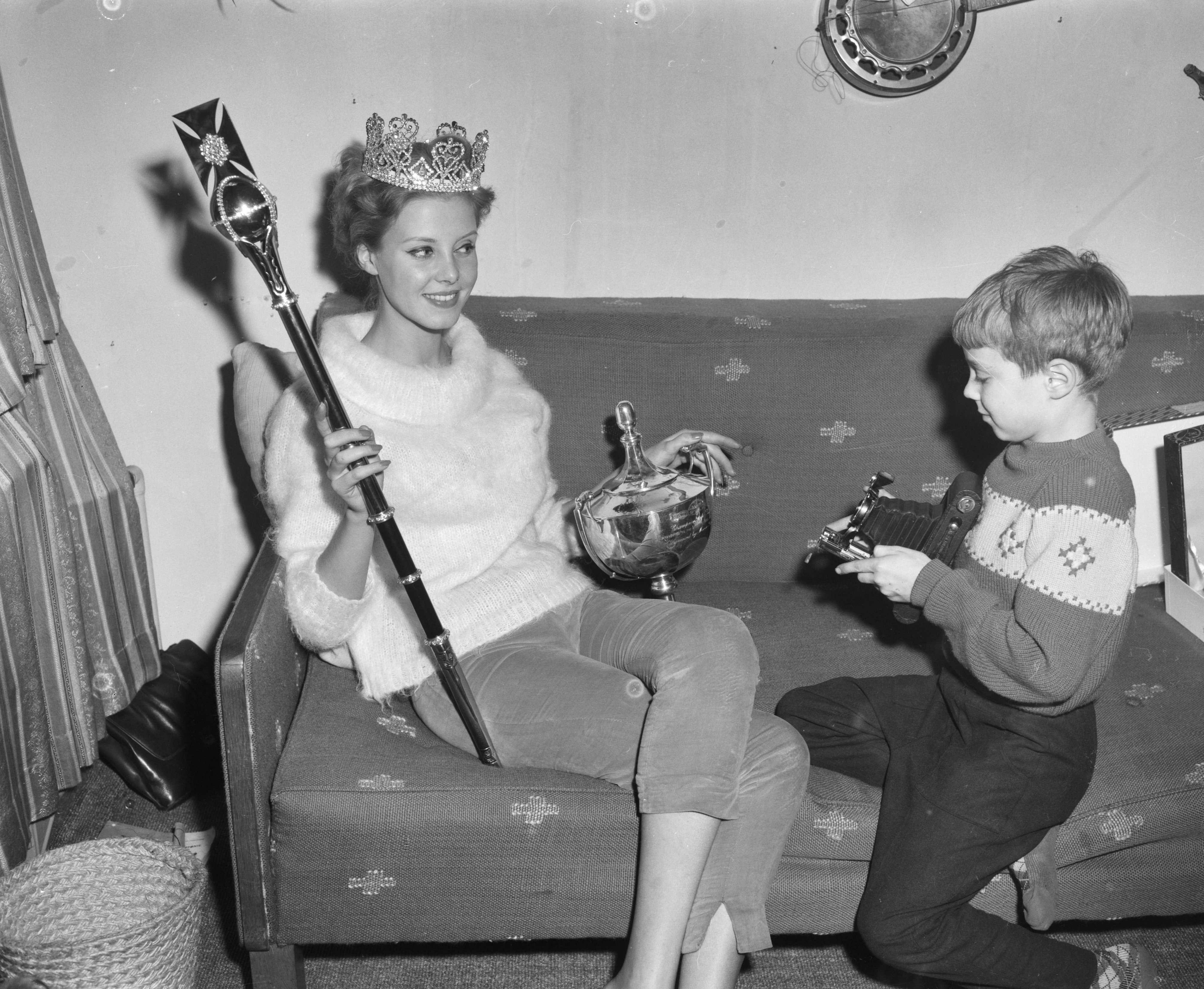
Corine Rottschäfer (1959)

Corine Spier-Rottschäfer (Hoorn, 8 de mayo de 1938 - 24 de septiembre de 2020) fue una modelo y reina de belleza neerlandesa que ganó el concurso Miss Mundo en 1959 representando a los Países Bajos. Fue directora de la primera agencia de modelos profesionales del Benelux, Corine's Agency, durante más de cuarenta años.  

## Biografía

### Miss Europa 1957
A la edad de diecinueve años, fue elegida Miss Holanda 1957. El 26 de junio de 1957 ganó el certamen de Miss Europa 1957 en Baden-Baden, Alemania. Fue la primera mujer neerlandesa en ganar ese título. Rottschäfer inició el certamen de Miss Europa como una de las grandes favoritas. Otras favoritas fueron Miss Inglaterra (Sonia Hamilton) y Miss Finlandia (Marita Lindahl). 15 participantes participaron en Miss Europa 1957.

### Miss Universo 1958
El 26 de julio de 1958, participó en el certamen de Miss Universo en Long Beach, California, Estados Unidos. Rottschäfer comenzó como una de las mayores favoritas. Otras favoritas fueron Miss Surinam (Gertrud Gummels) y Miss Colombia (Luz Zuluaga). Finalmente logró estar en el top 15 y ganar el premio a Miss Fotogénica. Miss Colombia ganó el concurso.

### Miss Mundo 1959
El 10 de noviembre de 1959, fue una de las 37 concursantes del certamen de Miss Mundo. Llegó a Londres más tarde que las otras candidatas porque la organización Miss Holland le pidió en el último minuto que sustituyera a Peggy Erwich, Miss Holanda 1959. Erwich se había negado a participar porque le habían ofrecido un gran trabajo como modelo en Alemania. Unas horas antes de la elección, descubrió algunos agujeros quemados en su vestido de noche. Miss Israel (Ziva Shomrat) le prestó un vestido. Rottschäfer finalmente ganó el título de Miss Mundo 1959, convirtiéndose en la primera neerlandesa en ganar este título. Miss Israel quedó en tercer lugar.
El premio por el título de Miss Mundo fueron 4000 florines. También ganó un coche y cupones de gasolina de Shell por más de 16 000 km. En ese momento, Rottschäfer no estaba bien económicamente y, por lo tanto, no pudo pagar el transporte del automóvil a Ámsterdam. Entonces decidió vender el coche y los cupones de gasolina ganando otros 6000 florines.

## La vida después de los concursos de belleza
Después de ganar el certamen de Miss Mundo en 1959, Rottschäfer estaba harta de los concursos de belleza. En la primera mitad de la década de 1960 trabajó como modelo en varias partes del mundo. Se casó con el arquitecto y luego político Edo Spier en 1962. En la segunda mitad de los sesenta causó un gran revuelo cuando, como mujer, fundó la primera agencia de modelos profesionales de Benelux. Corine's Agency fue durante mucho tiempo una agencia de modelos líder en el país y en el extranjero. Se retiró en 2002.
Corine Rottschäfer falleció el 24 de septiembre de 2020 a los ochenta y dos años.